# Mesotherium
A Mesotherium az emlősök (Mammalia) osztályának a Notoungulata rendjébe, ezen belül a Mesotheriidae családjába tartozó nem.

## Tudnivalók
A Mesotherium-fajok Dél-Amerika területén éltek a pleisztocén kor elején és közepén. Az állatok rágcsálószerű notounguláták voltak.

## Neve
A Mesotherium nevet 1867-ben Étienne Serres alkotta meg; jelentése „közép szörny” vagy „szörnyek közti”, mivel Serres szerint, az e nembe tartozó állatok a rágcsálók és vastagbőrűek átmeneti állapotát képezik.
Habár Serres a nemet Mesotheriumnak nevezte, ezt a nemet Typotherium-ként ismerték egészen a 19. század végéig és a 20. század elejéig. A Typotherium nevet az Argentínában élő francia őslénykutató, Auguste Bravard adta. E név alatt, Bravard Párizsba küldött egy koponyát, amelynek köszönhetően először megalkottak egy Typotheriidae nevű családot, aztán később a Typotheria rendet, amely később a Notoungulata rend egyik alrendje lett. Mivel ez a nem először Mesotherium névvel lett leírva és kiadva, a Mesotherium élvezett elsőbbséget, így a Typotherium-ból csak szinonima maradt (Simpson, 1980). Ennek következtében a Typotheriidae családot átnevezték Mesotheriidae-nek. Mivel ez a szabály nem vonatkozik a magasabb szintű taxonokra, az alrend megtarthatta a Typotheria nevet, és manapság nemcsak ezt a családot foglalja magába, hanem egyéb rágcsálószerű notoungulata családokat is.

## Megjelenésük
A Mesotherium-fajok körülbelül kisebb juh méretűek voltak, 55 kilogrammot nyomhattak. A Mesotheriumok felső metszőfogai rágcsálószerűen megnyúltak, végük érintkezett. A rágcsálóktól eltérően a Mesotheriumok metszőfogainak mindkét felén volt fogzománc; a rágcsálóknak csak a belső felén van. A Mesotheriumok alsó metszőfoga csökevényes volt, mint a mai nyúlalakúaknál.
Ezek az állatok ásó életmódot folytattak. Gumókat és gyökereket ástak ki táplálkozási célból.

## Rendszerezésük
A nembe az alábbi 4 faj tartozik:
- †Mesotherium cristatum típusfaj
- †Mesotherium hystatum
- †Mesotherium maendrum
- †Mesotherium pachygnathum

## Fordítás
Ez a szócikk részben vagy egészben  a   Mesotherium című angol Wikipédia-szócikk fordításán alapul.  Az eredeti cikk szerkesztőit annak laptörténete sorolja fel. Ez a jelzés csupán a megfogalmazás eredetét és a szerzői jogokat jelzi, nem szolgál a cikkben szereplő információk forrásmegjelöléseként.

## További irodalom
- The Origin and Evolution of Mammals (Oxford Biology) by T. S. Kemp
- Horns, Tusks, and Flippers: The Evolution of Hoofed Mammals By Donald R. Prothero, Robert M. Schoch Published 2003 JHU Press ISBN 0801871352
- Forms of Animal Life: A Manual of Comparative Anatomy By George Rolleston, William Hatchett Jackson Published 1888 Clarendon Press
- The Century Dictionary: An Encyclopedic Lexicon of the English Language By William Dwight Whitney. Published 1890 The Century Company; original from Harvard University.
- Classification of Mammals Above the Species Level: Above the Species Level By Malcolm C. McKenna, Susan K. Bell, George Gaylord Simpson. Published 1997 Columbia University Press. ISBN 0231110138
- Neanderthals Revisited: New Approaches and Perspectives By Katerina Harvati, Terry Harrison. Publisher Springer Science+Business Media|Springer ISBN 1402058446